# 账簿管理人
在銀行投資業務領域裡，账簿管理人（bookrunner）或主辦銀行是股票、債務、證券等業務的主要承攬者。
当一公司委託銀行发行证券时，需要一个主承销商，称为账簿管理人。主承销商往往会联同其他机构一起操作以期分散风险。此时这些机构被称为联合账簿管理人。他们的主要责任包括承销、拟定发售规模、售价、配置、和上市后的价格稳定。作为账簿管理人在公司信息来源占有优势。